# Causse de Caylus
Le causse de Caylus est un causse français situé au sud-ouest du Massif central. Il fait partie des causses du Quercy, et s'établit entre 200 et 350 mètres d'altitude.

## Géographie

### Situation
Ce causse est situé dans le département de Tarn-et-Garonne, à l’extrémité sud des causses du Quercy. Ses limites se placent à Saillac et sur la vallée de la Lère au nord, sur l’Aveyron au sud et sur la rivière de la Bonnette à l’est. Il se situe à l'est de Caussade.
Il est entouré des régions naturelles suivantes :
- à l'ouest par le Quercy Blanc ;
- au nord par le causse de Limogne ;
- à l'est par l’étroite bande fertile du Terrefort lotois ;
- au sud par le Gaillacois et le  Montalbanais.

### Les communes du causse de Caylus
- Caylus
- Cayriech
- Cazals
- Lacapelle-Livron
- Lavaurette
- Loze
- Mouillac
- Puylaroque
- Saint-Antonin-Noble-Val
- Saint-Georges
- Septfonds
- Saint-Projet

## Histoire
Saint-Antonin-Nobel-Val a souffert de la croisade des Albigeois. Le roi Saint-Louis la prend sous sa protection en 1227 et elle redevient un important centre commercial. La cité décline sous les guerres de religion et la guerre de Cent Ans. Plus tard l’artisanat du cuir et des draps de laine s’y développeront.

## Patrimoine
- Château de Cas
- Église Notre-Dame-de-Grâce commanderie de La Capelle-Livron, halle de Lacapelle-Livron, camp militaire des Espagots (Lacapelle-Livron)
- Église Notre-Dame de Livron (Caylus)
- Église Saint-Jean-Baptiste (Caylus)
- Manoir de Gauléjac (Caylus)
- Moulin à vent de Puylaroque